# IC 5001
IC 5001 је спирална галаксија у сазвјежђу Телескоп која се налази на листи објеката дубоког неба у Индекс каталогу.
Деклинација објекта је - 54° 46' 28" а ректасцензија 20h 26m 20,2s. Привидна величина (магнитуда) објекта IC 5001 износи 14,3 а фотографска магнитуда 15,2. IC 5001 је још познат и под ознакама ESO 186-42, AM 2022-545, PGC 64681.